# Nieuwe Republiek
Die Nieuwe Republiek (niederländisch für Neue Republik) war eine der kurzlebigen Burenrepubliken des 19. Jahrhunderts auf dem Territorium des heutigen Republik Südafrika. Sie bestand mit Proklamation ihrer Unabhängigkeit am 16. August 1884 bis zum 20. Juli 1888 und befand sich am nördlichen Rand der heutigen Provinz KwaZulu-Natal.

## Geschichte
Burische und britische Söldner hatten 1884 dem Zuluherrscher Dinuzulu ka Cetshwayo geholfen, seinen Rivalen um den Thron, Usibepu, zu besiegen. Daraufhin hatte Dinuzulu ihnen Land- und Bewirtschaftungsrechte am Ufer des Flusses Mfolozi überlassen. Am 5. August 1884 bildete sich dort der Volksraad der Nieuwe Republiek, das Parlament. Die Söldner gründeten ein neues Gemeinwesen und proklamierten am 16. August 1884 ihre „Nieuwe Republiek“ (Neue Republik) mit einer Hauptstadt, die am 23. September 1884 den Namen Vryheid (Freiheit) erhielt. Die schriftliche Vereinbarung mit Dinuzulu über die Landüberlassung wurde ebenfalls am 16. August 1884 geschlossen. Erster und einziger Präsident des Staates wurde der Burengeneral Lucas Johannes Meyer. Als Großbritannien die im Osten angrenzende Santa Lucia Bay beanspruchte, versuchte sich die Regierung der Nieuwe Republiek darüber hinwegzusetzen und erklärte die Bucht am 30. April 1885 zum Freihafen. Die Briten setzten die Inbesitznahme dennoch durch.

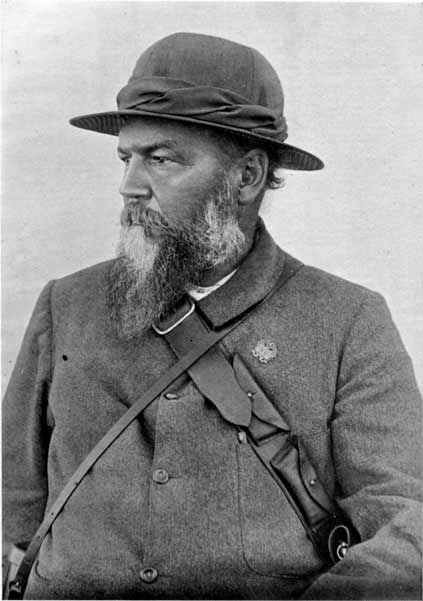
Lucas Meyer, Burengeneral und Präsident der Nieuwe Republiek

Das Regierungssystem orientierte sich an jenem Transvaals und die Gesetze lehnten sich an die dortigen an. Weil viele der Siedler aus Transvaal kamen, gab es relativ bald den Wunsch nach einer Vereinigung. Im April 1888 nahm die Regierung Kontakte dazu auf. Am 20. Juli 1888 wurde schließlich von beiden Regierungen in Vryheid ein Abkommen über den Zusammenschluss unterzeichnet. Das kleine Staatswesen wurde aufgelöst und in die Südafrikanische Republik eingegliedert. Am Ende des Zweiten Burenkrieges wurde das Gebiet in die Provinz Natal integriert.